# Leptogaster macedo
Leptogaster macedo là một loài ruồi trong họ Asilidae. Leptogaster macedo được Janssens miêu tả năm 1959. Loài này phân bố ở vùng Cổ Bắc giới.